# 田震环
田震环（1924年—），河南遂平人，中国人民解放军将领、中国人民解放军海军中将。
1988年，授予中国人民解放军海军中将，曾任海军指挥学院院长。